# Operação Barrel Roll
A Operação Barrel Roll foi uma campanha secreta de interdição e apoio aéreo aproximado realizada pela Força Aérea e pela Marinha dos Estados Unidos no Reino do Laos entre 14 de dezembro de 1964 a 29 de março de 1973, simultaneamente à Guerra do Vietnã. A operação resultou em 260 milhões de bombas lançadas sobre o Laos tornando-o "a nação mais fortemente bombardeada da história".
O propósito original da operação era forçar o Vietnã do Norte a cessar seu apoio à insurgência que ocorria no Vietnã do Sul. Esta ação foi realizada dentro do Laos devido à localização do corredor logístico em expansão do Vietnã do Norte, conhecido como Trilha Ho Chi Minh (ou Estrada Truong Son para os vietnamitas do norte), que ia do sudoeste do Vietnã do Norte, passando pelo sudeste do Laos e entrando no Vietnã do Sul. A campanha centrou-se, então, na interdição daquele sistema logístico. Começando durante o mesmo período de tempo (e se expandindo ao longo do conflito), a operação tornou-se cada vez mais envolvida no fornecimento de missões de apoio aéreo aproximado para as Forças Armadas Reais do Laos, mercenários tribais apoiados pela CIA e Corpo de Defesa Voluntário Tailandês em uma guerra terrestre secreta no norte e nordeste Laos. A Barrel Roll e o "Exército Secreto" tentaram conter uma maré crescente de ofensivas do Exército Popular do Vietnã e do Pathet Lao.
A Barrel Roll foi um dos segredos mais bem guardados e um dos componentes mais desconhecidos do engajamento militar estadunidense no Sudeste Asiático. Devido à neutralidade ostensiva do Laos, garantida pela Conferência de Genebra de 1954 e pelo Acordo de 1962, tanto os Estados Unidos quanto o Vietnã do Norte se esforçaram para manter o sigilo de suas operações e só lentamente escalaram as ações militares. Por mais que ambas as partes desejassem ter divulgado a alegada violação dos acordos por parte de seu inimigo, ambos tinham mais a ganhar mantendo seus próprios papéis em segredo. Independentemente disso, no final do conflito em 1975, o Laos emergiu de nove anos de guerra tão devastado quanto qualquer um dos outros participantes asiáticos na Guerra do Vietnã.

### Documentos governamentais publicados
- Nalty, Bernard C., The War Against Trucks: Aerial Interdiction in Southern Laos, 1969–1972. Washington DC: Air Force History and Museums Program, 2005.
- Schlight, John, The War in South Vietnam: The Years of the Offensive, 1965–1968. Washington DC: Air Force History and Museums Program, 1999.